# Владимир Краснов
Владимир Александрович Краснов  (рус. Владимир Александрович Красно́в; Братск, СССР, 19. август 1990) је руски атлетичар, чија је специјалност дисциплина трчање на 400 метара.

## Каријера
Дебитовао је на 5. Светском омладинском првенству 2007. (за најбоље младе атлетичаре, млађе од 17 година) у Острави. Такмичио се на 400 м и стигао трећи (47,03). Лични рекорд у овој дисциплини поставио је 11. јуна 2010. у Јерину на 45,02.
Позван је у репрезентацију Русије на такмичењу у Суперлиги другог Европског екипнпг првенства 2010. где побеђује у штафети на 4 х 400 м резултатом 3:01,72. У штафети су били и Максим Дилдин, Валентин Кругљаков и Павел Тренихин. Због постигнутог резултата, који је био најбољи европски резултат за сезону 2010, штафета учествује на Европско првенство на отвореном 2010. у Барселони и опет побеђује са нешто слабијим резултатом 3:02,14. Штафета је имала једну измену јер је Кљугакова заменио Алексеј Аксјонов.
У септембру 2010. Краснов је био члан европске штафете на Континенталном купу 2010. у Сплиту. Били су други иза штафете Америке.

## Значајнији резултати
| Датум | Такмичење                    | Место     | 400 м | 4x400 м |
| ----- | ---------------------------- | --------- | ----- | ------- |
| 2007  | Светско првенство младих     | Острава   | 3     |         |
| 2010  | Европско екипно првенство    | Берген    | 3     | 1       |
| 2010  | Европско првенство           | Барселона | 4     | 1       |
| 2010  | Континентални куп            | Сплит     |       | 2       |
| 2011  | Европско првенство нада      | Острава   | 4     | 3       |
| 2012  | Олимпијске игре              | Лондон    |       | 5       |
| 2013  | Европско првенство у дворани | Гетеборг  |       | 2       |
| 2013  | Европско екипно првенство    | Гејтсхед  | 1     | 2       |
| 2013  | Универзијада                 | Казањ     | 1     |         |